# アンゼルム・キーファー
アンゼルム・キーファー（Anselm Kiefer、1945年3月8日 - ）は、20世紀〜21世紀のドイツの画家。戦後ドイツを代表する画家であり、ドイツの歴史、ナチス、大戦、リヒャルト・ワーグナー、ギリシャ神話、聖書、カバラなどを題材にした作品を、下地に砂、藁（わら）、鉛などを混ぜた、巨大な画面に描き出すのが特色である。

## 経歴
1945年、ドイツのバーデン＝ヴュルテンベルク州ドナウエッシンゲンに生まれた。はじめフライブルク大学で法律を学ぶが、のち美術に転じ、カールスルーエの大学、後にデュッセルドルフ芸術アカデミーで絵画を学び、ヨーゼフ・ボイスらに師事した。また彼はピーター・ドレイファーにも師事した。
1960年代の末からナチスを主題とした作品に取り組み、1969年にはヨーロッパ各地でナチス式敬礼をする画家自身を撮影した一連の写真作品『占領』を発表し、物議をかもした。キーファーの作品は、古代の神話からナチス・ドイツのいまわしい時代まで含めたドイツの歴史をテーマとし、第二次大戦後のドイツが忘れようと努めていた暗い過去をも白日の下にさらそうとするものだった。ボイスの下で学ぶうちに、ドイツ文化の深淵を探る一方日用品を作品に取り入れる彼の手法に影響を受けたほか、画家として先行していたゲオルグ・バゼリッツのスタイルに接近するようになった。草や藁など損傷しやすいものを絵画に使うようになったのもこの頃からである。
1980年代以降は、巨大な画面（縦横ともに3メートル以上の作品が珍しくない）に実物の藁が塗り込められ、あるいは鉛のオブジェが貼り付けられ、素材の物質性を強調した作品が多くなる。こうした作品にもワーグナーの作品名や古代の神話などにちなんだ題名が付けられ、その題名はしばしば画面に書き込まれ、作品における「主題」の重要性は失われていない。1992年、彼はフランスに拠点を移している。キーファーは現代美術家の中でも作品における「主題」「意味」を特に重視する作家である。コンテンポラリー・アートにおける表現主義的傾向を「新表現主義」（Neo Expressionism）と称するが、キーファーはアメリカのジュリアン・シュナーベルらとともに、こうした傾向の代表的作家と見なされている。2024年、ヴィム・ヴェンダース監督によるドキュメンタリー映画『アンゼルム “傷ついた世界”の芸術家』が公開。

## 受賞
- ウルフ賞芸術部門（1990年）
- 高松宮殿下記念世界文化賞（1999年）
- ドイツ書籍協会平和賞（2008年）

## 主な作品
- アタノール（Athanor） - 1988-91年、油彩・アクリル、280.0cm×380.0cm、高知県立美術館蔵
- 星空 -  1995年、国立国際美術館蔵
- シベリアの王女（Princess of Siberia） - 1988年、ミクストメディア、 280.0cm x 501.0cm x 6.5cm、名古屋市美術館蔵

## ドキュメンタリー
- 日曜美術館「体感するキーファー in KYOTO」（2025年4月27日、NHK Eテレ）[5]